# مولن (یوتا)
مولن (به انگلیسی: Molen) یک منطقهٔ مسکونی در ایالات متحده آمریکا است که در شهرستان امری، یوتا قرار دارد. مولن ۱٬۷۵۶٫۸۹ متر بالاتر از سطح دریا واقع شده‌است.